# Caresana
Caresana (piemontiul: Carzan-a) település Olaszországban, Piemont régióban, Vercelli megyében. Lakosainak száma 1033 fő (2023. január 1.). Caresana Langosco, Motta de' Conti, Pezzana, Stroppiana, Rosasco és Villanova Monferrato községekkel határos.

## Népesség
A település népességének változása:
| Lakosok száma | 1098 | 1065 | 1033 |
|               | 2017 | 2018 | 2023 |